# Бабушкин, Роман Романович
Рома́н Рома́нович Ба́бушкин (1919 — 1999) — участник Великой Отечественной войны, заместитель командира батальона по строевой части 550-го стрелкового полка 126-й стрелковой дивизии 43-й армии 3-го Белорусского фронта, гвардии старший лейтенант.
Герой Советского Союза (19.04.1945), полковник внутренней службы в отставке с 1973 года.

## Биография
Родился 27 января 1919 года в деревне Курсаковские Вершины (ныне урочище на территории Белебеевского района Башкирии) в семье крестьянина. Русский. Окончил неполную среднюю школу. В 1936—1938 годах работал десятником по разработке леса Краснознаменского спиртзавода в Белебеевском районе.
В Красную армию призван в мае 1938 года Белебеевским райвоенкоматом БАССР. На фронте Великой Отечественной войны с сентября 1942 года. Член ВКП(б) с 1942 года. В 1943 году окончил курсы младших лейтенантов, в 1944 году — курсы «Выстрел».
7 апреля 1945 года гвардии старший лейтенант Роман Бабушкин в бою за овладение фортом № 5 севернее города-крепости Кёнигсберг, находясь в боевых порядках батальона, лично повёл бойцов на штурм крепости.
Офицер со своей группой форсировал при помощи штурмовых мостиков водный канал и достиг крепостных стен. Проникнув в крепость через проделанный сапёрами путём подрыва пролом в стене, гвардии старший лейтенант Бабушкин с группой бойцов завязал бой внутри форта. При этом было уничтожено 43 немецких солдата и офицера из гарнизона форта, из которых двенадцать солдат и три офицера были уничтожены лично гвардии старшим лейтенантом Р. Р. Бабушкиным, и взято в плен 254 солдата и офицера.
Своими героическими действиями Р. Р. Бабушкин обеспечил успех штурма форта № 5, прикрывающего ближние подступы к Кёнигсбергу.
Звание Героя Советского Союза с вручением ордена Ленина и медали «Золотая Звезда» (№ 6266) гвардии старшему лейтенанту Бабушкину Роману Романовичу присвоено Указом Президиума Верховного Совета СССР от 19 апреля 1945 года.
В 1946 году Р. Р. Бабушкин был демобилизован, работал комендантом лагерного отдела МВД Башкирской АССР, начальником исправительно-трудовых колоний № 9 и № 10. Заслуженный работник МВД СССР. С 1973 года полковник внутренней службы Бабушкин Р. Р. — в отставке.
Скончался 29 июля 1999 года. Похоронен в Уфе на Южном кладбище.

## Награды
- медаль «Золотая Звезда» Героя Советского Союза (№ 6266) (19.4.1945)[3][4]
- орден Ленина
- орден Отечественной войны I степени (6.4.1985)[5]
- орден Красной Звезды
- медали
- заслуженный работник МВД СССР

## Память
- Похоронен в городе Уфе на Южном кладбище.
- В Октябрьском районе города Уфы на фасаде дома № 65 по проспекту Октября, в котором жил Герой, установлена мемориальная доска.
- Имя Р. Р. Бабушкина увековечено на мемориальной доске у форта № 5 в городе Калининграде.
- Имя Р. Р. Бабушкина также носит школа № 41 в г. Уфе.[6]